# スマートアシスト
スマートアシスト（Smart Assist）は、ダイハツ工業が開発した予防安全機能の総称である。搭載車種のOEM供給を受けるトヨタ自動車、SUBARU（旧・富士重工業）、マツダでもダイハツの登録商標「スマートアシスト」をそのまま利用する。ダイハツとトヨタで使用されている公式略称は「スマアシ」で、頭文字の「SA」と略されるケースもある（後述）。
本項では、進化版であるスマートアシストII（スマートアシスト・ツー、Smart Assist II、略称「スマアシII」）、スマートアシストIII（スマートアシスト・スリー、Smart Assist 3、略称「スマアシIII」）、スマートアシストIIIt（スマートアシスト・スリー ティー、Smart Assist 3t、略称「スマアシIIIt」）、次世代スマートアシストについても記述する。

## 概要
スマートアシストは、レーザーレーダーを用いて車両前方を監視するシステムで、2012年12月20日にムーヴ（およびスバル・ステラ）に搭載された。一定条件下で衝突を回避可能な自動ブレーキを備えた衝突被害軽減ブレーキが軽自動車に装備されるのは、これが初となる。
2015年4月27日、ムーヴ/ステラとタントの一部改良に際し、単眼カメラを追加した「スマートアシストII」が設定された。
2016年11月30日、タントの一部改良に際し、レーザーレーダーと単眼カメラを廃止し、ステレオカメラを追加した「スマートアシストIII」が設定された。
2018年5月14日、ハイゼットトラックの一部改良に際し、「スマートアシストIII」をベースに、軽トラックの特性に合わせて機能を一部変更した「スマートアシストIIIt」が設定された。
2019年7月9日、タントのフルモデルチェンジに際し、次世代スマートアシストが搭載された。
2021年12月現在の販売車においては「III」、「次世代」、計2種類のステレオカメラ式に統一されている。このうち次世代について、ダイハツ公式サイト上では単に「スマートアシスト」と表記されているが、本項においては便宜上、引き続き「次世代」と表記する。

## 機能
〈〉はIIでのバージョンアップ部分、（）はIIIでのバージョンアップ部分、{}はIIItでの性能（ただし、{}が無い場合はIIIに準じる）。

### 「止まるをアシスト」
低速域衝突回避ブレーキ機能〈衝突回避ブレーキ機能〉
約4-30km/h〈約4-50km/h〉（約4-80km/h）｛約4-50km/h｝の速度域で、前方の車両との衝突の危険性が高まると、警告音と警告表示によって運転者の注意を喚起。さらに衝突の危険性が高まると自動ブレーキを作動させる。先行車との相対速度が約20km/h〈約30km/h〉以内であれば衝突の回避を、約20-30km/h（約30-80km/h）｛約30-50km/h｝であれば、衝突による被害の軽減を行う。III/IIItでは対車両だけでなく対歩行者にも機能が拡大（約4-50km/hの速度域で、相対速度が約30km/h以内であれば衝突の回避を、約30-50km/hであれば、衝突による被害の軽減を行う）した。
| バージョン | 搭載機能                   | 自車速度域 （作動車速） | 衝突回避できる相対速度 | 衝突被害を軽減できる速度 | 備考           |
| ---------- | -------------------------- | ----------------------- | ---------------------- | ------------------------ | -------------- |
| 無印       | 低速域衝突回避支援ブレーキ | 約4-30km/h              | 約20km/h以内           | 約20-30km/h              |                |
| II         | 衝突回避支援ブレーキ       | 約4-50km/h              | 約30km/h以内           | 約30-80km/h              |                |
| III        | 衝突回避支援ブレーキ       | 約4-80km/h              | 約30km/h以内           | 約30-80km/h              |                |
| IIIt       | 衝突回避支援ブレーキ       | 約4-50km/h              | 約30km/h以内           | 約30-50km/h              | 軽トラック向け |
| 次世代     | 衝突回避支援ブレーキ       | 約30-120 km/            | 非公表                 | 最大約120 km/h           | 対車両         |
| 次世代     | 衝突回避支援ブレーキ       | 約30- 60 km/h           | 非公表                 | 最大約 60 km/h           | 対歩行者       |

### 「飛び出さないをアシスト」
〈前方/後方〉誤発進抑制制御機能
シフトの入れ間違い、アクセルとブレーキの踏み間違いによる事故を抑制するための機能。前方約4m以内に障害物がある状態でアクセルを大きく踏み込むと、約8秒間エンジン出力を抑制する。
II以降（無印でも6代目ムーヴ/3代目ステラは含む、IIItは後述）ではソナーを利用して後方約2~3mの検知も行う。
IIItについてはAT車のみの搭載となる。2020年8月の改良にて後方ソナーが追加された（一部除く）。
次世代スマアシではブレーキ制御が追加され機能名も変更された。特定条件下において、出力抑制してもなおアクセルを踏み続けた場合に発動する。
| バージョン          | 搭載機能                                   | 機能の搭載車種 | ソナー検知搭載車種                 |
| ------------------- | ------------------------------------------ | -------------- | ---------------------------------- |
| 無印                | 誤発進抑制制御                             | 全車種搭載     | 6代目ムーヴ及び3代目ステラのみ搭載 |
| II                  | 〈前方/後方〉誤発進抑制制御                | 全車種搭載     | 全車種搭載                         |
| III                 | 〈前方/後方〉誤発進抑制制御                | 全車種搭載     | 全車種搭載                         |
| IIIt （~2020年）    | 誤発進抑制制御                             | AT車のみ       | 非搭載                             |
| IIIt （2020年8月~） | 〈前方/後方〉誤発進抑制制御                | AT車のみ       | 搭載（一部の特装車を除く）         |
| 次世代              | 〈前方/後方〉ブレーキ制御付 誤発進抑制制御 | -              | -                                  |

### 「気づくをアシスト」
先行車発進お知らせ機能
停車時に先行車が発進した場合、ブザー音で通知を行う。自車と先行車が約3m離れると作動。
〈衝突警報機能〉
※以下はII（III）｛IIIt｝のもの。無印の衝突警報機能については前述。
走行中に前方の車両や歩行者を認識し、衝突の危険性が高まると警告音と警告表示によって運転者の注意を喚起。
車両は約4-100km/hの速度域で前方約80m｛約60m｝以内・速度差約60km/h（約100km/h）以内、歩行者は約4-50km/hの速度域で前方約40m（約60m）｛約30m｝以内。
〈車線逸脱警報機能〉
約60km/h以上で走行中に車線から逸脱しそうになると運転者に警告する。なお次世代スマートアシストでは、ステアリング制御を使った機能が追加された。
| バージョン | 搭載機能               | 「衝突警報機能」車両認識距離 | 「衝突警報機能」車両認識速度差 | 「衝突警報機能」人認識距離 |
| ---------- | ---------------------- | ---------------------------- | ------------------------------ | -------------------------- |
| 無印       | 先行車発進お知らせ機能 | -                            | -                              | -                          |
| II         | 先行車発進お知らせ機能 | -                            | -                              | -                          |
| II         | 衝突警報機能           | 前方約80m以内                | 約60km/h以内                   | 前方約40m以内              |
| II         | 車線逸脱警報機能       | -                            | -                              | -                          |
| III        | 先行車発進お知らせ機能 | -                            | -                              | -                          |
| III        | 衝突警報機能           | 前方約80m以内                | 約100km/h以内                  | 前方約60m以内              |
| III        | 車線逸脱警報機能       | -                            | -                              | -                          |
| IIIt       | 先行車発進お知らせ機能 | -                            | -                              | -                          |
| IIIt       | 衝突警報機能           | 前方約60m以内                | 約100km/h以内                  | 前方約30m以内              |
| IIIt       | 車線逸脱警報機能       | -                            | -                              | -                          |
| 次世代     | -                      | -                            | -                              | -                          |

### 「車間キープをアシスト」
全車速追従機能付ACC（次世代のみ）
設定速度範囲は30~115km/h（メーター値）。設定速度を上限とし、前車との間隔を一定範囲に保つ。
- 前車が停止した場合は自車も停止する。3分以上停車した場合は警告を発し、ACCは解除される[3]。ただし、電動パーキングブレーキ装備車であれば動作し、停車状態が維持される[6]。

### 「夜道の運転をアシスト」
オートハイビーム（III、次世代のみ）
自車速度25km/h以上（次世代は30km/h以上）で前方の明るさを感知し、ハイビーム・ロービームを自動的に切り替える。なお、IIItでは非搭載となる。

### 「まぶしくさせないをアシスト」
アダプティブドライビングビーム（次世代のみ）
自車速度30km/h以上で動作する。ステレオカメラが前車・対向車を認識し、照光範囲を調整する。軽自動車としては初の採用。

### 「すべらないをアシスト」
VSC&TRC（無印のみ）
正確には衝突被害軽減ブレーキの機能ではないが、横滑り防止装置が、ダイハツとトヨタでは「VSC&TRC」として、スバルでは「VDC」として搭載される（VDCにはTRCの機能を含む）。
II以降（無印でもウェイク/トヨタ・ピクシスメガと6代目ムーヴ/3代目ステラは含む）は構成から切り離されて全車標準搭載（いずれにしてもスマートアシスト搭載車にVSC&TRCが搭載されていることに変わりはない）。

### 「見落とさないをアシスト」
標識認識機能（次世代のみ）
進入禁止・最高速度・一時停止の標識を識別し、通知する。ブレーキ等に介入する機能は無く、運転者の注意を促すものである。

## 開発の背景
ダイハツ工業は、2006年10月に発売した4代目ムーヴ（L175S・前期）に軽自動車初となるプリクラッシュセーフティシステムを搭載。以降、2010年12月の5代目ムーヴ（LA100S・前期）においても同様の装備を搭載可能であった（いずれも最上位グレードにオプション設定）。これらはアクセルおよびブレーキを自動制御し、前車と一定の距離を保ちながら走行するレーダークルーズコントロールや車線逸脱警報等の高度な機能を備えていたが、機能の実現のために検知距離の長いレーザーレーダーや専用のエンジンコントロールユニット（ECU）等を必要としたため、非常に高価な装備になっていた。
スマートアシストは、衝突回避ブレーキの対応速度を追突事故の60%を占める30 km/h以下に限定する事によりレーザーレーダーを簡略化、および信号処理系のセンサユニットへの統合等によりコスト低減を実現した。

## 機能の限界
スマートアシストIIまでは、レーザーレーダーを使用している都合上、障害物の性質によってはシステムが検知できない場合があった（透過性を持つガラスなど。また歩行者や二輪車等の検知は想定していなかった）。
スマートアシストもまた、他社の衝突被害軽減ブレーキと同じく、あくまでも運転者が主体であって装置はその能力を補う、というものである。ゆえに路面や周囲の環境、事故の形態によっては、100％被害を防げるものではないことに注意が必要である。適切な運用には、メーカーの告知している装置の特性を十分に理解する必要がある。

## 搭載車種
2025年6月現在、以下の車種でスマートアシスト搭載グレードが選択可能。☆は現行の販売グレードは全車標準搭載。
なお、スマートアシスト登場後に発売された車種では、コペンのみ搭載グレードの設定がない。
| ダイハツ                 | トヨタ                 | スバル                     | マツダ           | 発売日 （ダイハツ）                       | Ver.   | VSC&TRC |
| ------------------------ | ---------------------- | -------------------------- | ---------------- | ----------------------------------------- | ------ | ------- |
| ミラ イース              | ピクシス エポック      | プレオ+                    |                  | 2017年5月9日 （2代目発売）                | III    | 全車    |
| タント☆                  |                        | シフォン☆                  |                  | 2019年7月9日 （4代目発売）                | 次世代 | 全車    |
| ロッキー☆                | ライズ☆                | レックス☆                  |                  | 2019年11月5日 （2代目発売）               | 次世代 | 全車    |
| タフト☆                  |                        |                            |                  | 2020年6月10日 （2代目発売）               | 次世代 | 全車    |
| グランマックス カーゴ☆   | タウンエース バン☆     |                            | ボンゴ バン☆     | 2020年9月4日 （発売）                     | 次世代 | 全車    |
| グランマックス トラック☆ | タウンエース トラック☆ |                            | ボンゴ トラック☆ | 2020年9月4日 （発売）                     | 次世代 | 全車    |
| トール☆                  | ルーミー☆              | ジャスティ☆                |                  | 2020年9月15日 （マイナーチェンジ）        | 次世代 | 全車    |
| アトレー☆                |                        | サンバー バン「ディアス」☆ |                  | 2021年12月20日 （6代目発売）              | 次世代 | 全車    |
| ハイゼット カーゴ☆       | ピクシス バン☆         | サンバー バン☆             |                  | 2021年12月20日 （11代目発売）             | 次世代 | 全車    |
| ハイゼット トラック      | ピクシス トラック      | サンバー トラック☆         |                  | 2021年12月20日 （10代目マイナーチェンジ） | 次世代 | 全車    |
| ムーヴ キャンバス☆       |                        |                            |                  | 2022年7月13日 （2代目発売）               | 次世代 | 全車    |
| ムーヴ☆                  |                        | ステラ☆                    |                  | 2025年6月5日 （7代目発売）                | 次世代 | 全車    |

### 過去の搭載車種
現行販売車種においても、スマートアシストのバージョンに変更があった場合は前バージョンの搭載車種としてこちらに記載。☆は全車標準搭載。
| ダイハツ                                 | トヨタ                | スバル            | 発売日 （ダイハツ）                       | Ver.         | VSC&TRC                |
| ---------------------------------------- | --------------------- | ----------------- | ----------------------------------------- | ------------ | ---------------------- |
| ムーヴ                                   |                       | ステラ            | 2012年12月20日 （5代目マイナーチェンジ）  | 無印         | スマートアシストの一部 |
| ムーヴ                                   |                       | ステラ            | 2014年12月12日 （6代目発売）              | 無印＋ソナー | 全車                   |
| ムーヴ                                   |                       | ステラ            | 2015年5月11日 （6代目一部改良）           | II           | 全車                   |
| ムーヴ                                   |                       | ステラ            | 2017年8月1日 （6代目マイナーチェンジ）    | III          | 全車                   |
| ミラ イース                              | ピクシス エポック     | プレオ+           | 2013年8月19日 （初代マイナーチェンジ）    | 無印         | スマートアシストの一部 |
| タント                                   |                       |                   | 2013年10月3日 （3代目発売）               | 無印         | スマートアシストの一部 |
| タント                                   |                       |                   | 2015年5月11日 （3代目一部改良）           | II           | 全車                   |
| タント                                   |                       | シフォン          | 2016年11月30日 （3代目一部改良）          | III          | 全車                   |
| ウェイク                                 | ピクシス メガ         |                   | 2014年11月10日 （発売）                   | 無印         | 全車                   |
| ウェイク                                 | ピクシス メガ         |                   | 2016年5月17日 （一部改良）                | II           | 全車                   |
| ウェイク                                 | ピクシス メガ         |                   | 2017年11月30日 （一部改良）               | III          | 全車                   |
| キャスト スタイル / キャスト アクティバ☆ | ピクシス ジョイF / C☆ |                   | 2015年9月9日 （発売）                     | II           | 全車                   |
| キャスト スタイル / キャスト アクティバ☆ | ピクシス ジョイF / C☆ |                   | 2017年10月4日 （一部改良）                | III          | 全車                   |
| キャスト スポーツ                        | ピクシス ジョイS      |                   | 2015年10月29日 （発売）                   | II           | 全車                   |
| キャスト スポーツ                        | ピクシス ジョイS      |                   | 2017年10月4日 （一部改良）                | III          | 全車                   |
| ブーン                                   | パッソ                |                   | 2016年4月12日 （3代目発売）               | II           | 全車                   |
| ブーン                                   | パッソ                |                   | 2018年10月10日 （3代目マイナーチェンジ）  | III          | 全車                   |
| ムーヴ キャンバス                        |                       |                   | 2016年9月7日 （発売）                     | II           | 全車                   |
| ムーヴ キャンバス                        |                       |                   | 2017年9月11日 （一部改良）                | III          | 全車                   |
| トール                                   | ルーミー タンク       | ジャスティ☆       | 2016年11月9日 （発売）                    | II           | 全車                   |
| トール                                   | ルーミー タンク       | ジャスティ☆       | 2018年11月1日 （一部改良）                | III          | 全車                   |
| ハイゼット キャディー                    |                       |                   | 2016年6月13日 （発売）                    | II           | 全車                   |
| ハイゼット キャディー                    |                       |                   | 2017年11月30日 （一部改良）               | III          | 全車                   |
| アトレーワゴン☆                          |                       | ディアスワゴン☆   | 2017年11月13日 （5代目マイナーチェンジ）  | III          | 全車                   |
| ハイゼット カーゴ                        | ピクシス バン         | サンバー バン     | 2017年11月13日 （10代目マイナーチェンジ） | III          | 一部                   |
| ハイゼット トラック                      | ピクシス トラック     | サンバー トラック | 2018年5月14日 （10代目一部改良）          | IIIt         | 一部                   |
| ミラ トコット                            |                       |                   | 2018年6月25日 （発売）                    | III          | 全車                   |

### 識別方法
バージョンが「無印」「II」「III」「IIIt」（4代目タント発売以前）のダイハツ車
搭載グレードには、グレード名に「SA」「SA II」「SA III」「SA IIIt」（Smart Assist / - II・III・IIItの頭文字）が付く。
バージョンが「次世代」（4代目タントの発売以降）のダイハツ車
「III」までとは逆に標準搭載が原則となっているため、搭載グレードは特にそれとわかるグレード名は付かない。搭載されない仕様は「スマートアシストレス仕様（または 非装着車）」として区別し、その設定グレードがなければ全車標準搭載となる。
トヨタOEM車（全バージョン共通）
軽自動車はダイハツ同様。
普通自動車は、同じグレードで搭載・非搭載グレードが共に設定されている場合の搭載グレードには「S」が付く。搭載グレードのみを設定しているグレードの場合は特にそれとわかるグレード名（すなわち「S」）は付かない。
スバルOEM車（2021年以前）
搭載グレードには、グレード名に「スマートアシスト」が付く。このため、全車標準搭載の場合は全グレードに付く。例外として2020年マイナーチェンジ後のジャスティはグレードが1つのみのモノグレードで、グレード名そのものを持たず「スマートアシスト」も付かない。
スバルOEM車（2022年以降）
2022年1月にOEM元のハイゼットに合わせてバンのフルモデルチェンジおよびトラックの大幅改良を行ったサンバーでは全車標準装備となった各グレード名から「スマートアシスト」を省略するようになった。
マツダOEM車
標準搭載の車種のみのため、搭載グレードは特にそれとわかるグレード名は付かない。

## プロモーション
ダイハツ
衝突被害軽減ブレーキはそもそも作動してはならないシステムであるため、ダイハツの企業CMにて「スマートアシストが作動するシーンが存在しない」テレビCMが製作された事がある。
カタログやウェブサイトでは「スマートアシストに頼った運転は、絶対に行わないでください。」との警告が記載されている。
ちなみにカクカク・シカジカ（声：生瀬勝久）が登場するテレビCMも製作された。
トヨタ
ピクシスシリーズで表面化したダイハツとの販売格差問題のため、プロモーションは行われない。カタログ等の警告文はダイハツと同じものを利用する。
スバル
EyeSight#プロモーション参照。

## 沿革
- 2012年
  - 12月 - スマートアシスト搭載ムーヴを発売。
- 2013年
  - 8月 - スマートアシスト搭載ミライースを発売。同時に「スマアシ」という略称を設定。
  - 10月 - スマートアシスト搭載タントを発売。
- 2014年
  - 11月 - スマートアシスト搭載ウェイクを発売。
  - 12月 - スマートアシスト搭載ムーヴをフルモデルチェンジし発売。スマアシ初のソナーが備わる。
- 2015年
  - 4月 - スマートアシストII搭載ムーヴ、タントを発売。このモデルから初めてスマアシIIが搭載された。
  - 9月 - スマートアシストII搭載キャストを発売。
- 2016年
  - 4月 - スマートアシストII搭載ブーンを発売。小型車に初めての搭載となった。
  - 5月 - スマートアシストII搭載ウェイクを発売。
  - 6月 - スマートアシストII搭載ハイゼットキャディーを発売。商用軽バン初の衝突被害軽減ブレーキが備わった。
  - 9月 - スマートアシストII搭載ムーヴキャンバスを発売。
  - 11月 - スマートアシストII搭載トールを発売。
  - 11月 - スマートアシストIII搭載タントを発売。このモデルから初めてスマアシIIIが搭載された。
- 2017年
  - 5月 - スマートアシストIII搭載ミライースを発売。
  - 8月 - スマートアシストIII搭載ムーヴを発売。
  - 9月 - スマートアシストIII搭載ムーヴキャンバスを発売。
  - 10月 - スマートアシストIII搭載キャストを発売。
  - 11月 - スマートアシストIII搭載ハイゼットカーゴ、アトレーワゴンを発売。
  - 11月 - スマートアシストIII搭載ウェイク、ハイゼットキャディーを発売。
- 2018年
  - 5月 - スマートアシストIIIt搭載ハイゼットトラックを発売。
  - 10月 - スマートアシストIII搭載ブーンを発売。
- 2019年
  - 7月 - 次世代スマートアシスト搭載タントを発売。
  - 11月 - 次世代スマートアシスト搭載ロッキーを発売。
- 2020年
  - 6月 - 次世代スマートアシスト搭載タフトを発売。
  - 9月 - 次世代スマートアシスト搭載グランマックス カーゴ、グランマックス トラックを発売。
  - 9月 - 次世代スマートアシスト搭載トールを発売。
- 2021年
  - 12月 - 次世代スマートアシスト搭載ハイゼットカーゴ、アトレー、ハイゼットトラックを発売。
- 2022年
  - 7月 - 次世代スマートアシスト搭載ムーヴキャンバスを発売。
- 2025年
  - 6月 - 次世代スマートアシスト搭載ムーヴを発売。